# Sektion Mannheim des Deutschen Alpenvereins
Die Sektion Mannheim des Deutschen Alpenvereins (DAV) (kurz DAV Mannheim) ist eine Sektion des Deutschen Alpenvereins in Mannheim. Sie wurde am 12. Oktober 1888 als „Sektion Pfalzgau“ gegründet. Der DAV Mannheim ist somit eine der ältesten und mit 4.870 Mitgliedern (Stand: 31. Dezember 2024) eine der mittelgroßen Sektionen des Deutschen Alpenvereins sowie einer der größten Sportvereine in Mannheim.

## Gründungsmitglieder
- Karl Theodor Benckiser (Fabrikant), Mannheim
- Julius Hermann (Buchhändler), Mannheim
- August Herrschel sen., Mannheim
- Karl Hummel (Landgerichtsdirektor), Mannheim
- Paul Julius (Kommerzienrat), Ludwigshafen
- Friedrich König (Rechtsanwalt), Mannheim
- Friedrich Müller (Chemiker), Ludwigshafen
- Isidor Rosenfeld (Rechtsanwalt), Mannheim
- Albert Rümeli (Oberingenieur), Heidelberg
- Leo Stinnes (Kommerzienrat), Mannheim[3]

## Sektionsvorsitzende
Eine chronologische Übersicht über alle Präsidenten der Sektion seit Gründung. Von 1888 bis 1920 Sektion Pfalzgau, ab 1920 Sektion Mannheim:
| Amtszeit  | Präsident             |
| --------- | --------------------- |
| 1888–1905 | August Herrschel sen. |
| 1905–1913 | Friedrich Müller      |
| 1913–1929 | Robert Seubert        |
| 1929–1934 | Georg Henning         |
| 1934–1945 | Friedrich Vogel       |
| 1946–1953 | Robert Seubert        |
| 1953–1967 | Bruno Mraczek         |
| 1967–1979 | Gerhard Müller        |
| 1979–1984 | Hasso M. Ganter       |
| 1984–1989 | Josef Hiltscher       |
| 1989–1991 | Klaus Nuthmann        |
| 1991–1997 | Karl-Heinz Eberle     |
| 1997–1999 | Hansjörg Meboldt      |
| 1999–2000 | Roland Jöckel         |
| 2000–2006 | Ulrich Schlieper      |
| 2006–20?? | Heinz Biegel          |
| Aktuell   | Karl-Peter Welk       |

## Bekannte Mitglieder
- Gerhard Widder
- Theodor Bumiller
- Oskar Bechthold
- Sepp Brohm
- Hermann Warnscheid
- Reinhold Konzett (Ehrenmitglied)

## Hütten der Sektion
- Mannheimer Hütte, 2679 m (Rätikon), 1903 erbaut

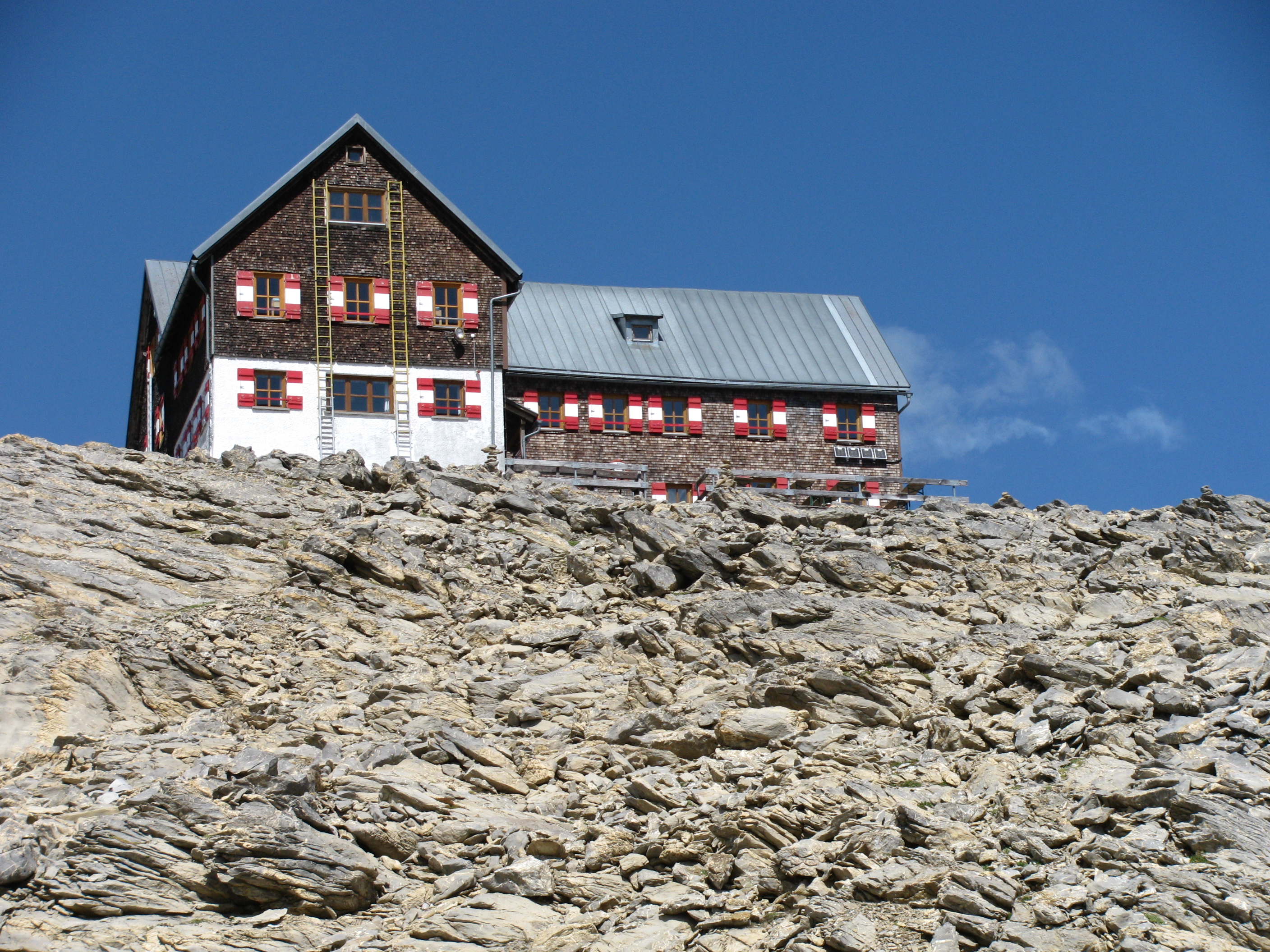
Mannheimer Hütte (2011)

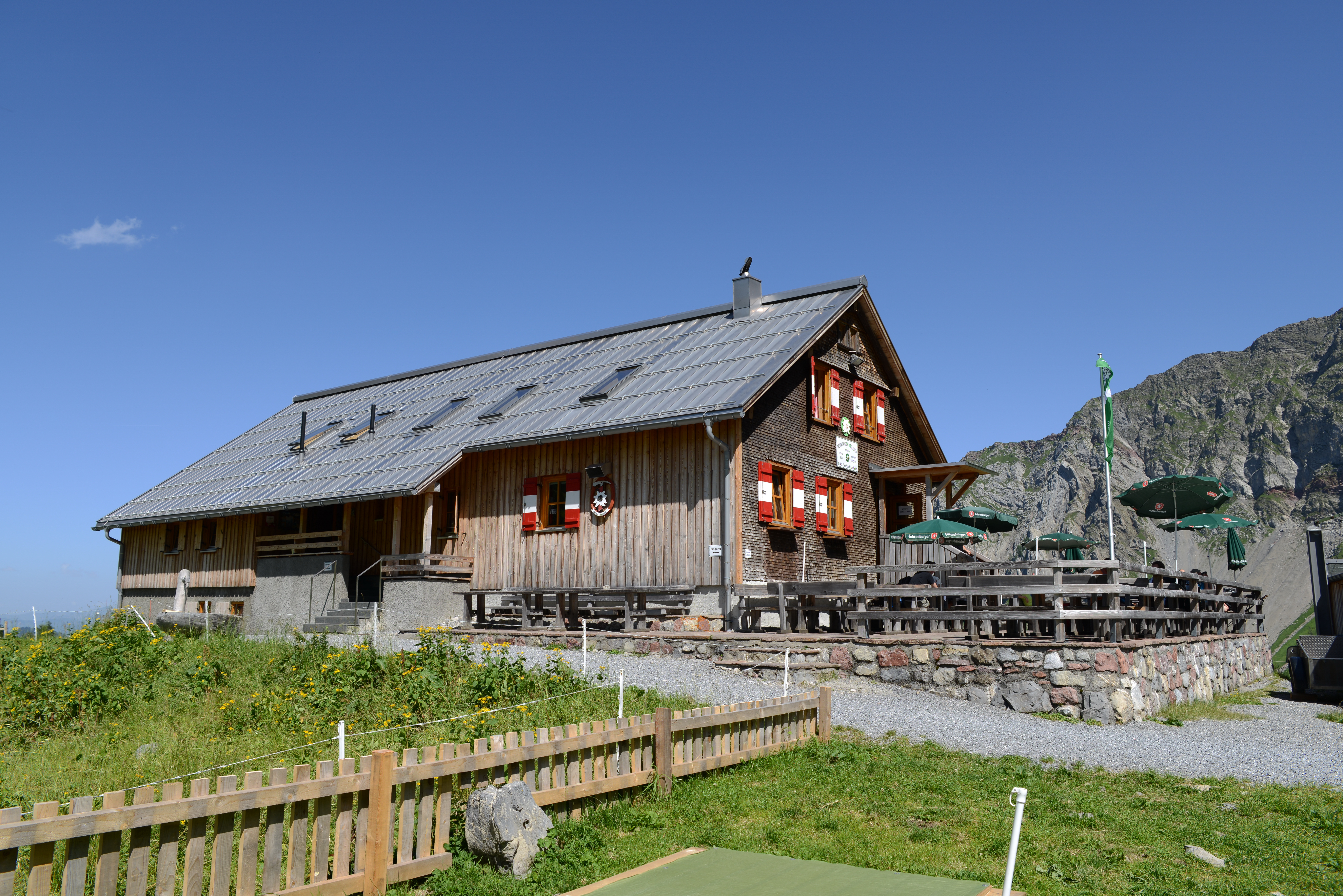
Oberzalimhütte (2013)

- Oberzalimhütte, 1889 m (Rätikon), 2007 renoviert

Ehemalige Hütten der Sektion:
- Pfalzgau Hütte[4] (im Ersten Weltkrieg zerstört), vom CAI als Rifugio Alfonso Vandelli[5] neu errichtet
- Schönbrunner Hütte, 720 m (Schwarzwald) (heute: Sektion Ettlingen)

## Wege der Sektion
- Leibersteig, benannt nach Adolf Leiber (Mitglied der Sektion Straßburg des CAF)
- Straußsteig, benannt nach Wilhelm Strauß (Mitglied der Sektion Konstanz des DAV)
- Südwandsteig
- Der Normalweg zur Oberzalimhütte
- Glingaweg
- Fürkelesteig[3]